# النا ماکارووا
 النا ماکارووا (روسی: Елена Алексеевна Макарова؛ زادهٔ ۲ ژانویهٔ ۱۹۷۳) یک تنیس‌باز اهل روسیه است.